# 더글러스 에번스

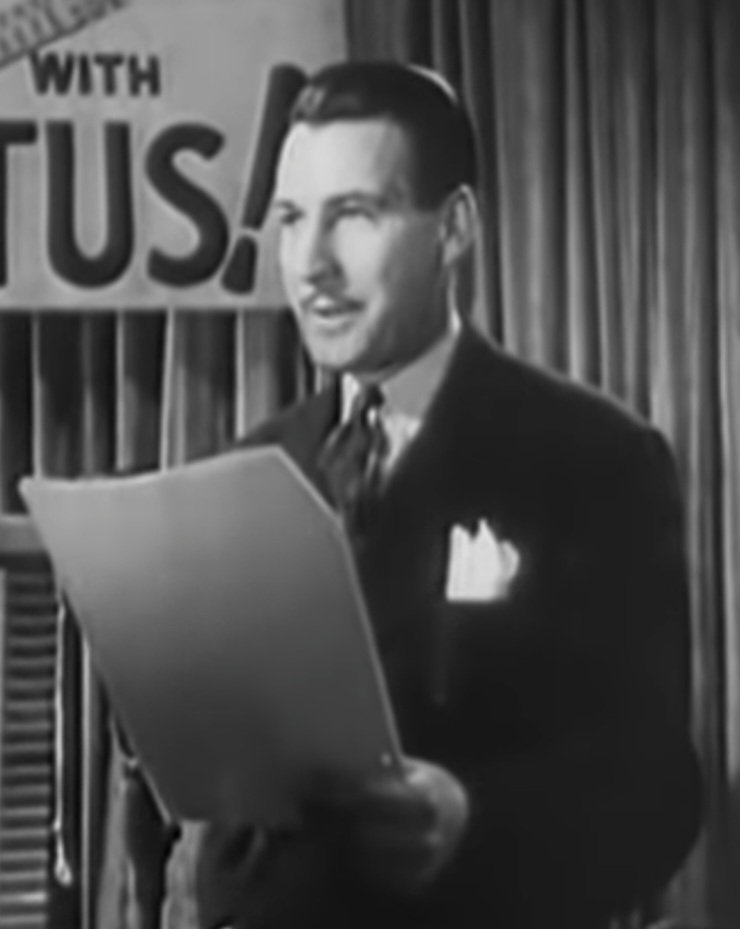

더글러스 에번스(Douglas Evans, 1904년 1월 26일 ~ 1968년 3월 25일)는 미국의 배우이다.
할리우드에서 사망하였다.

## 영화
- 보석 같은 가족 (1965년)
- 페리 메이슨 (1957년)
- 비기닝 오브 더 엔드 (1957년)
- 베니 굿맨 스토리 (1955년)
- 렛츠 두 잇 어게인 (1953년)
- 에디 캔터 스토리 (1953년)
- 소 빅 (1953년)
- 나의 아들 존 (1952년)
- 내 마음 속의 노래와 (1952년)
- 말 없는 사나이 (1952년)
- 로스트 플래닛 에어멘 (1951년)
- 웰 (1951년)
- 앳 워 위드 더 아미 (1950년)
- 론 레인저 - 49년 시리즈 (1949년)
- 킹 오브 더 로켓 맨 (1949년)
- 농부의 딸 (1947년)
- 딕 트레이시 대 범죄 주식회사 (1941년)
- 그린 호넷 (1940년)
- 스미스씨 워싱톤 가다 (1939년)
- 딕 트레이시 리턴즈 (1938년)